# Liste des États américains par possession d'armes à feu
Aux États-Unis, différentes études ont eu pour objet d'évaluer quels étaient les États possédant, par habitant, le plus d'armes. Ces études concernent la thématique du contrôle des armes à feu dans ce pays, liée notamment au deuxième amendement de la Constitution des États-Unis et à la violence liée aux armes.

## The Daily Beast(2010)
Le 28 juin 2010, le site web The Daily Beast publie un article titré « The Most Armed States ». Présentant les données du National Instant Criminal Background Check System (en) (NICS) des dix-huit mois précédents, l'article établit une liste d'états des États-Unis d'Amérique, présentant « les états amassant le plus d'armes, et ceux en arborant le moins » (« which states pack the most guns, and which sport the least »).
En réalité, les chiffres du NICS ne représentent que les transactions commerciales concernant armes à feu et explosifs durant cette période de 18 mois, dont le système vérifie que l'identité de l'acheteur ne correspond pas à une personne qui ne peut être autorisée à posséder ce genre de choses. Les transactions entre particuliers ne sont pas prises en compte.
L'article analyse également la liste, établissant que les dix états ayant acheté le plus d'armes pendant la période ont voté pour le candidat républicain, John McCain, aux élections présidentielles de 2008, tandis que les dix états en ayant acheté le moins ont donné leurs voix à Barack Obama, le candidat démocrate.
| Rang | État                 | Population | Armes achetées | Armes achetées/100 h. |
| ---- | -------------------- | ---------- | -------------- | --------------------- |
| 1    | Kentucky             | 4 314 113  | 5 782 119      | 134                   |
| 2    | Utah                 | 2 784 572  | 844 143        | 30                    |
| 3    | Montana              | 974 989    | 251 011        | 26                    |
| 4    | Wyoming              | 544 270    | 124 241        | 23                    |
| 5    | Alaska               | 698 473    | 155 571        | 22                    |
| 6    | Virginie-Occidentale | 1 819 777  | 390 433        | 21                    |
| 7    | Dakota du Sud        | 812 383    | 154 856        | 19                    |
| 8    | Dakota du Nord       | 646 844    | 115 326        | 18                    |
| 9    | Arkansas             | 2 889 450  | 505 163        | 17                    |
| 10   | Alabama              | 4 708 708  | 793 888        | 17                    |
| 11   | Tennessee            | 6 296 254  | 1 050 467      | 17                    |
| 12   | Oklahoma             | 3 687 050  | 582 591        | 16                    |
| 13   | Idaho                | 1 545 801  | 243 680        | 16                    |
| 14   | Colorado             | 5 024 748  | 758 033        | 15                    |
| 15   | Missouri (État)      | 5 987 580  | 880 893        | 15                    |
| 16   | New Hampshire        | 1 324 575  | 192 355        | 15                    |
| 17   | Mississippi (État)   | 2 951 996  | 418 150        | 14                    |
| 18   | Illinois             | 12 910 409 | 1 791 836      | 14                    |
| 19   | Connecticut          | 3 518 288  | 484 926        | 14                    |
| 20   | Nouveau-Mexique      | 2 009 671  | 269 457        | 13                    |
| 21   | Louisiane            | 4 492 076  | 598 749        | 13                    |
| 22   | Minnesota            | 5 266 214  | 699 617        | 13                    |
| 23   | Kansas               | 2 818 747  | 352 794        | 13                    |
| 24   | Washington           | 6 664 195  | 833 558        | 13                    |
| 25   | Washington DC        | 599 657    | 71 959         | 12                    |
| 26   | Pennsylvanie         | 12 604 767 | 1 569 167      | 12                    |
| 27   | Oregon               | 3 825 657  | 461 336        | 12                    |
| 28   | Indiana              | 6 423 113  | 745 980        | 12                    |
| 29   | Caroline du Sud      | 4 561 242  | 528 101        | 12                    |
| 30   | Maine                | 1 318 301  | 151 974        | 12                    |
| 31   | Virginie             | 7 882 590  | 798 822        | 10                    |
| 32   | Iowa                 | 3 007 856  | 304 606        | 10                    |
| 33   | Nevada               | 2 643 085  | 267 348        | 10                    |
| 34   | Texas                | 24 782 302 | 2 462 370      | 10                    |
| 35   | Caroline du Nord     | 9 380 884  | 882 835        | 9                     |
| 36   | Vermont              | 621 760    | 58 234         | 9                     |
| 37   | Géorgie              | 9 829 211  | 904 287        | 9                     |
| 38   | Michigan             | 9 969 727  | 900 266        | 9                     |
| 39   | Wisconsin            | 5 654 774  | 482 578        | 9                     |
| 40   | Ohio                 | 11 542 645 | 980 086        | 8                     |
| 41   | Nebraska             | 1 796 619  | 145 185        | 8                     |
| 42   | Arizona              | 6 595 778  | 524 628        | 8                     |
| 43   | Floride              | 18 537 969 | 1 392 201      | 8                     |
| 44   | Delaware             | 885 122    | 49 885         | 6                     |
| 45   | Californie           | 36 961 664 | 2 012 193      | 5                     |
| 46   | Maryland             | 5 699 478  | 230 259        | 4                     |
| 47   | Massachusetts        | 6 593 587  | 250 293        | 4                     |
| 48   | Rhode Island         | 1 053 209  | 36 904         | 4                     |
| 49   | New York             | 19 541 453 | 595 428        | 3                     |
| 50   | Hawaï                | 1 295 178  | 26 305         | 2                     |
| 51   | New Jersey           | 8 707 739  | 133 751        | 2                     |

## Injury Prevention(2016)
En juin 2015, la revue médicale Injury Prevention (en) publie un article faisant le lien entre la culture des armes et leur possession, évaluant (d'après un sondage fait auprès de 4 000 citoyens américains) le taux de possession des armes aux États-Unis en 2013. Le magazine Time, dans un article consacré, en expose différentes données, dont l'état qui comporte le taux de possession d'armes par ménage le plus important (Alaska, avec plus de 60 %), et celui qui en a le moins (Delaware, avec 5 %). L'article de Time précise que l'Idaho, la Virginie-Occidentale, le Wyoming et le Montana font partie des états où ce taux est le plus élevé, tandis que le Delaware, Rhode Island, New York, le New Jersey et le New Hampshire sont les seuls états dont le taux de possession d'armes est inférieur à 15 %.
| Région   | État                              | Part des ménages possédant des armes (%) |
| -------- | --------------------------------- | ---------------------------------------- |
| Nord-Est | Rhode Island                      | 5,8                                      |
| Nord-Est | New York                          | 10,3                                     |
| Nord-Est | New Jersey                        | 11,3                                     |
| Nord-Est | New Hampshire                     | 14,4                                     |
| Nord-Est | Connecticut                       | 16,6                                     |
| Nord-Est | Massachusetts                     | 22,6                                     |
| Nord-Est | Maine                             | 22,6                                     |
| Nord-Est | Pennsylvanie                      | 27,1                                     |
| Nord-Est | Vermont                           | 28,8                                     |
| Midwest  | Ohio                              | 19,6                                     |
| Midwest  | Nebraska                          | 19,8                                     |
| Midwest  | Illinois                          | 26,2                                     |
| Midwest  | Missouri                          | 27,1                                     |
| Midwest  | Michigan                          | 28,8                                     |
| Midwest  | Kansas                            | 32,2                                     |
| Midwest  | Indiana                           | 33,8                                     |
| Midwest  | Iowa                              | 33,8                                     |
| Midwest  | Wisconsin                         | 34,7                                     |
| Midwest  | Dakota du Sud                     | 35,0                                     |
| Midwest  | Minnesota                         | 36,7                                     |
| Midwest  | Dakota du Nord                    | 47,9                                     |
| Sud      | Delaware                          | 5,2                                      |
| Sud      | Maryland                          | 20,7                                     |
| Sud      | Washington (district de Columbia) | 25,9                                     |
| Sud      | Caroline du Nord                  | 28,7                                     |
| Sud      | Virginie                          | 29,3                                     |
| Sud      | Oklahoma                          | 31,2                                     |
| Sud      | Géorgie                           | 31,6                                     |
| Sud      | Floride                           | 32,5                                     |
| Sud      | Texas                             | 35,7                                     |
| Sud      | Tennessee                         | 39,4                                     |
| Sud      | Kentucky                          | 42,4                                     |
| Sud      | Mississippi                       | 42,8                                     |
| Sud      | Caroline du Sud                   | 44,4                                     |
| Sud      | Louisiane                         | 44,5                                     |
| Sud      | Alabama                           | 48,9                                     |
| Sud      | Virginie-Occidentale              | 54,2                                     |
| Sud      | Arkansas                          | 57,9                                     |
| Ouest    | Californie                        | 20,1                                     |
| Ouest    | Oregon                            | 26,6                                     |
| Ouest    | Washington                        | 27,7                                     |
| Ouest    | Utah                              | 31,9                                     |
| Ouest    | Arizona                           | 32,3                                     |
| Ouest    | Colorado                          | 34,3                                     |
| Ouest    | Nevada                            | 37,5                                     |
| Ouest    | Hawaï                             | 45,1                                     |
| Ouest    | Nouveau-Mexique                   | 49,9                                     |
| Ouest    | Montana                           | 52,3                                     |
| Ouest    | Wyoming                           | 53,8                                     |
| Ouest    | Idaho                             | 56,9                                     |
| Ouest    | Alaska                            | 61,7                                     |

## Hunting Mark(2018)
En 2018, le site Hunting Mark, spécialisé sur la chasse, publie un article présentant pour chaque état le nombre d'armes enregistrées, selon le rapport de l'ATF de l'année précédente. Notons ici qu'il ne s'agit que des armes devant être enregistrées à l'ATF à la suite du National Firearms Act (en) qui impose l'enregistrement de certaines armes (destructive device (en), mitrailleuse (machinegun), silencieux (silencer), short-barreled rifle (en), fusil à canon scié (short barreled shotgun) et autres armes), la majorité des armes possédés par des citoyens ne l'étant pas (comme les fusils et les pistolets semi-automatiques). 
| Rang | État                 | Population | Armes enregistrées | Armes/1000 h. |
| ---- | -------------------- | ---------- | ------------------ | ------------- |
| 1    | Wyoming              | 579 315    | 132 806            | 229,24        |
| 2    | Washington DC        | 693 972    | 47 228             | 68,05         |
| 3    | New Hampshire        | 1 342 795  | 64 135             | 47,76         |
| 4    | Nouveau-Mexique      | 2 088 070  | 97 580             | 46,73         |
| 5    | Virginie             | 8 470 020  | 307 822            | 36,34         |
| 6    | Alabama              | 4 874 747  | 161 641            | 33,15         |
| 7    | Idaho                | 1 716 943  | 49 566             | 28,86         |
| 8    | Arkansas             | 3 004 279  | 79 841             | 26,57         |
| 9    | Nevada               | 2 998 039  | 76 888             | 25,64         |
| 10   | Arizona              | 7 016 270  | 179 738            | 25,61         |
| 11   | Louisiane            | 4 684 333  | 116 831            | 24,94         |
| 12   | Dakota du Sud        | 869 666    | 21 130             | 24,29         |
| 13   | Utah                 | 3 101 833  | 72 856             | 23,48         |
| 14   | Connecticut          | 3 588 184  | 82 400             | 22,96         |
| 15   | Alaska               | 739 795    | 15 824             | 21,38         |
| 16   | Montana              | 1 050 493  | 22 133             | 21,06         |
| 17   | Caroline du Sud      | 5 024 369  | 105 601            | 21,01         |
| 18   | Texas                | 28 304 596 | 588 696            | 20,79         |
| 19   | Virginie-Occidentale | 1 815 857  | 35 264             | 19,42         |
| 20   | Pennsylvanie         | 12 805 537 | 236 377            | 18,45         |
| 21   | Géorgie              | 10 429 379 | 190 050            | 18,22         |
| 22   | Kentucky             | 4 454 189  | 81 068             | 18,2          |
| 23   | Oklahoma             | 3 930 864  | 71 269             | 18,13         |
| 24   | Kansas               | 2 913 123  | 52 634             | 18,06         |
| 25   | Dakota du Nord       | 755 393    | 13 272             | 17,56         |
| 26   | Indiana              | 6 666 818  | 114 019            | 17,1          |
| 27   | Maryland             | 6 052 177  | 103 109            | 17,03         |
| 28   | Colorado             | 5 607 154  | 92 435             | 16,48         |
| 29   | Floride              | 20 984 400 | 343 288            | 16,35         |
| 30   | Ohio                 | 11 658 609 | 173 405            | 14,87         |
| 31   | Caroline du Nord     | 10 273 419 | 152 238            | 14,818        |
| 32   | Oregon               | 4 142 776  | 61 383             | 14,816        |
| 33   | Tennessee            | 6 715 984  | 99 159             | 14,76         |
| 34   | Minnesota            | 5 576 606  | 79 307             | 14,22         |
| 35   | Washington           | 7 405 743  | 91 835             | 12,4          |
| 36   | Missouri             | 6 113 532  | 72 996             | 11,94         |
| 37   | Mississippi          | 2 984 100  | 35 494             | 11,89         |
| 38   | Nebraska             | 1 920 076  | 22 234             | 11,57         |
| 39   | Maine                | 1 335 907  | 15 371             | 11,5          |
| 40   | Illinois             | 12 802 023 | 146 487            | 11,44         |
| 41   | Wisconsin            | 5 795 483  | 64 878             | 11,19         |
| 42   | Vermont              | 623 657    | 5 872              | 9,41          |
| 43   | Iowa                 | 3 145 711  | 79 307             | 9,05          |
| 44   | Californie           | 39 538 223 | 344 622            | 8,71          |
| 45   | Michigan             | 9 962 311  | 65 742             | 6,59          |
| 46   | New Jersey           | 9 005 644  | 57 507             | 6,38          |
| 47   | Hawaï                | 1 427 538  | 7 859              | 5,5           |
| 48   | Massachusetts        | 6 859 819  | 37 152             | 5,41          |
| 49   | Delaware             | 961 939    | 4 852              | 5,04          |
| 50   | Rhode Island         | 1 059 639  | 4 223              | 3,98          |
| 51   | New York             | 19 849 399 | 76 207             | 3,83          |